# 핀란드 원로원

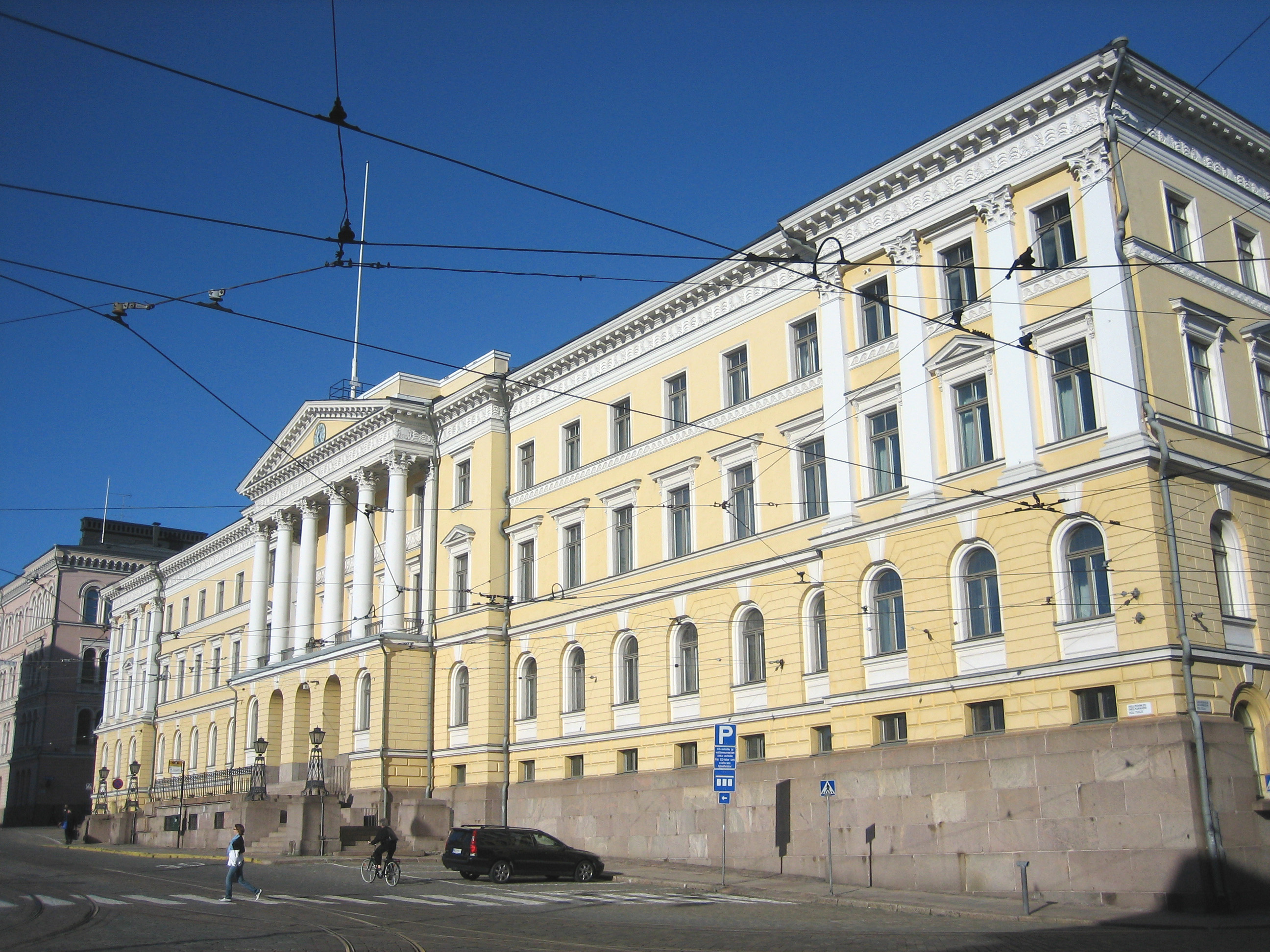
헬싱키 원로원 광장의 원로원 청사.

황립 핀란드 원로원(핀란드어: Keisarillinen Suomen senaatti 케이사릴리넨 수오멘 세나티[*])은 1816년에서 1917년까지 핀란드 대공국의 행정부 겸 대법원 역할이었던 기관이다. 러시아 제국이 무너진 후인 1917년에서 1918년까지는 내각의 역할이었다.
원로원의 전신은 1809년 포르보 의회에서 "정부추밀원"라는 이름으로 만든 것이 모체이다. 그러다 1816년에 차르가 명칭을 원로원으로 바꾸었다.
원로원장은 총독이 맡았다. 원로원의 구성원이 되려면 핀란드 시민이어야 했다. 원로원은 재무부와 사법부로 구성되었고, 두 부서에는 각각 부원장을 두었다. 1822년부터는 두 부서 모두 핀란드인 부원장이 임명되었다. 1858년 이후 원로원의 구성원들을 공식적으로 "원로(senator)"라고 부르게 되었다. 2월 혁명으로 러시아 제국이 망하자 원로원 재무부원장이 원로원장이 되었다. 1918년 핀란드 내전 때는 1월 29일에서 5월 3일까지 바사로 피난을 한 바가 있다.

## 원로원 재무부원장 (1822년–1917년)
- 칼 에리크 만네르헤임 (1822년–1826년)
  - 사무엘 프레드리크 폰 보른 (권한대행, 1826년–1828년)
- 안데르스 헨리크 팔크 (1828년–1833년)
- 구스타프 햐르네 (1833년–1841년)
- 라르즈 가브리엘 폰 하르트만 (1841년–1858년)
- 요한 마우리츠 노르덴슈탐 (1858년–1882년)
- 에드바르드 구스타브 아브 포르셀레스, (1882년–1885년)
- 자물리 페르네리 폰 트로일 (1885년–1891년)
- 스텐 칼 투데르 (1891년–1900년)
- 콘스탄틴 린데르 (1900년–1905년)
- 에밀 스트렝 (1905년)
- 레오폴드 헨리크 스타인슬라우스 메켈린 (1905년–1908년)
- 에드바르드 임마누엘 혤트 (1908년–1909년)
- 아우구스트 요한네스 혤트 (1909년)
- 안데르스 비레니우스 (1909년)
- 블라디미르 이바노비치 마르코프 (1909년–1913년)
- 미하일 보로비티노프 (1913년–1917년)
  - 안데르스 비레니우스 (권한대행, 1917년)

## 원로원장 (1917년–1918년)
- 안티 오스카리 토코이 (1917년) - 핀란드 사회민주당
- 에밀 네스토르 세탤래 (1917년) - 청년 핀란드당
- 패르 에빈드 스빈후부드 (1917년–1918년) - 청년 핀란드당
- 유호 쿠스티 파시키비, (1918년) - 핀란드당

## 역대 원로원 내각 목록
| 원로원                  | 지속기간      |
| ----------------------- | ------------- |
| 만네르헤임 원로원       | 1822년–1826년 |
| 폰 보른 원로원          | 1826년–1828년 |
| 팔크 원로원             | 1828년–1833년 |
| 햬르네 원로원           | 1833년–1841년 |
| 폰 하르트만 원로원      | 1841년–1858년 |
| 노르덴스탐 원로원       | 1858년–1882년 |
| 아브 포르셀레스 원로원  | 1882년–1885년 |
| 폰 트로일 원로원        | 1885년–1891년 |
| 투데르 원로원           | 1891년–1900년 |
| 린데르 원로원           | 1900년–1905년 |
| 스트렝 원로원           | 1905년        |
| 메켈린 원로원           | 1905년–1908년 |
| 혤트 원로원             | 1908년–1909년 |
| 마르코프 원로원         | 1909년–1913년 |
| 보로비티노프 원로원     | 1913년–1917년 |
| 토코이 원로원           | 1917년        |
| 세탤래 원로원           | 1917년        |
| 제1차 스빈후부드 원로원 | 1917년–1918년 |
| 제1차 파시키비 원로원   | 1918년        |

## 같이 보기
- 핀란드 국회
- 핀란드의 총리 목록